# Seacon Logistics
Seacon Logistics is een internationale expediteur met het hoofdkantoor in de Nederlandse gemeente Venlo. Het is uitgegroeid tot een multimodaal logistiek bedrijf gespecialiseerd in transport en expeditie, warehousing en supply chain–oplossingen met 500 werknemers werkzaam en meer dan 200.000 m2 warehouse- en kantooroppervlak.

## Geschiedenis
Het bedrijf is in 1985 opgericht door Hai Berden en werkt vanaf zijn ontstaan samen met Europe Container Terminals uit Rotterdam. In 1998 opende het bedrijf een tweede vestiging in Born met de focus op Midden- en Zuid-Limburg. In 2005 volgde de uitbreiding naar Duitsland met de oprichting van een GmbH in de haven van Duisburg. Drie jaar later werd een vestiging op Maastricht Aachen Airport geopend, in een joint venture met Dachser. In 2008 was er een overname van Limij International in Nuth en in 2009 opende het bedrijf ook een vestiging in Moskou, een jaar later gevolgd door Boedapest, in 2011 was er een overname van Intercontor Holland en ICT GmbH uit Neuss in Duitsland. In 2013 startte het bedrijf een vestiging in Italië.
Heden ten dage heeft het bedrijf een wereldwijd netwerk van agenten en eigen vestigingen in Nederland, Duitsland, Hongarije en India.

## Sponsoring
Oprichter Hai Berden was van 2003 tot 2018 voorzitter van betaaldvoetbal-organisatie VVV-Venlo. Vanaf het seizoen 2007-2008 tot en met het seizoen 2023 - 2024 was Seacon Logistics hoofdsponsor van de voetbalclub. Seacon Logistics was van het seizoen 2007–2008 tot en met het seizoen 2023–2024 hoofdsponsor van de club. Vanaf het seizoen 2024–2025 is Seacon, samen met meerdere bedrijven en onder aanvoering van de gemeente Venlo, betrokken bij een maatschappelijk partnership rondom het hoofdsponsorschap. Dit samenwerkingsverband is zichtbaar op het wedstrijdtenue van VVV-Venlo onder de naam Venlo.fit.
Sinds 2005 is Seacon tevens naamgever van het stadion van VVV-Venlo, dat in die periode bekendstond als Seacon Stadion - De Koel -. Uitzondering hierop was de periode van januari 2019 tot en met juni 2025, waarin het stadion tijdelijk een andere sponsornaam droeg. Vanaf juli 2025 heeft Seacon het naamgeverschap van het stadion opnieuw op zich genomen. .